# Solens rike
Solens rike (originaltitel: Empire of the Sun) är en amerikansk film från 1987. Filmen är baserad på romanen med samma namn av J.G. Ballard.

## Handling
Jim (Christian Bale) kommer ifrån sina föräldrar i Shanghai under andra världskriget. Han blir upplockad av en amerikan som heter Frank, som tar med honom hem till sig och kompisen Basie (John Malkovich). Tillsammans hamnar de i interneringslägret Lunghua där de kämpar för att överleva sjukdomar och svält.

## Om filmen
Solens rike är regisserad av Steven Spielberg, med Christian Bale i huvudrollen som den unge Jim. Komikern Ben Stiller medverkar här, i en av sina första filmroller.
Filmen nominerades till sex Oscars. Michael Kahn fick en nominering för bästa klippning, Allen Daviau för bästa foto, Norman Reynolds och Harry Cordwell för bästa scenografi, Bob Ringwood för bästa kostym, Robert Knudson, Don Digirolamo, John Boyd och Tony Dawe för bästa ljud samt John Williams för bästa filmmusik.
Filmen nominerades även till en Golden Globe för bästa film - drama.

## Rollista
| Christian Bale     | – Jim Graham     |
| John Malkovich     | – Basie          |
| Miranda Richardson | – Mrs. Victor    |
| Nigel Havers       | – Dr. Rawlins    |
| Joe Pantoliano     | – Frank Demarest |
| Ben Stiller        | – Dainty         |
| Emily Richard      | – Mary Graham    |
| Rupert Frazer      | – John Graham    |